# Kruiswegdorp

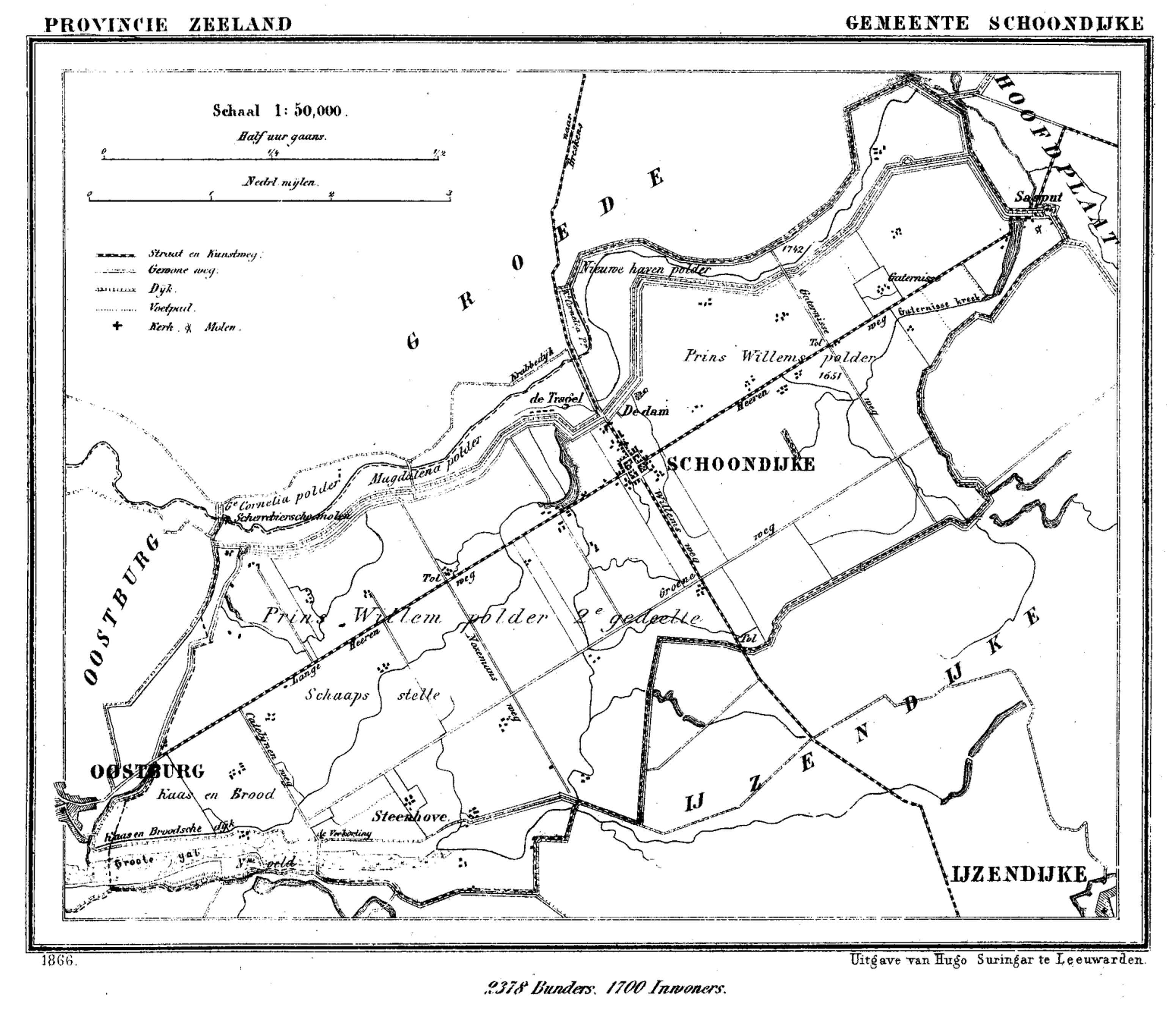
Het kruiswegdorp Schoondijke in de 19de eeuw

Een kruiswegdorp of kruisdorp is een dorpstype dat zich bevindt op een kruispunt van wegen.
Kruiswegdorpen ontstonden vooral vanaf de 17e eeuw in polders, waarvan de verkaveling langs geometrische lijnen verliep en de wegen loodrecht op elkaar stonden. Kruiswegdorpen zijn dan ook gewoonlijk planmatig aangelegd, met op of nabij het kruispunt van wegen een aantal belangrijke gebouwen, zoals kerken, een raadhuis, een herberg en andere voorzieningen.

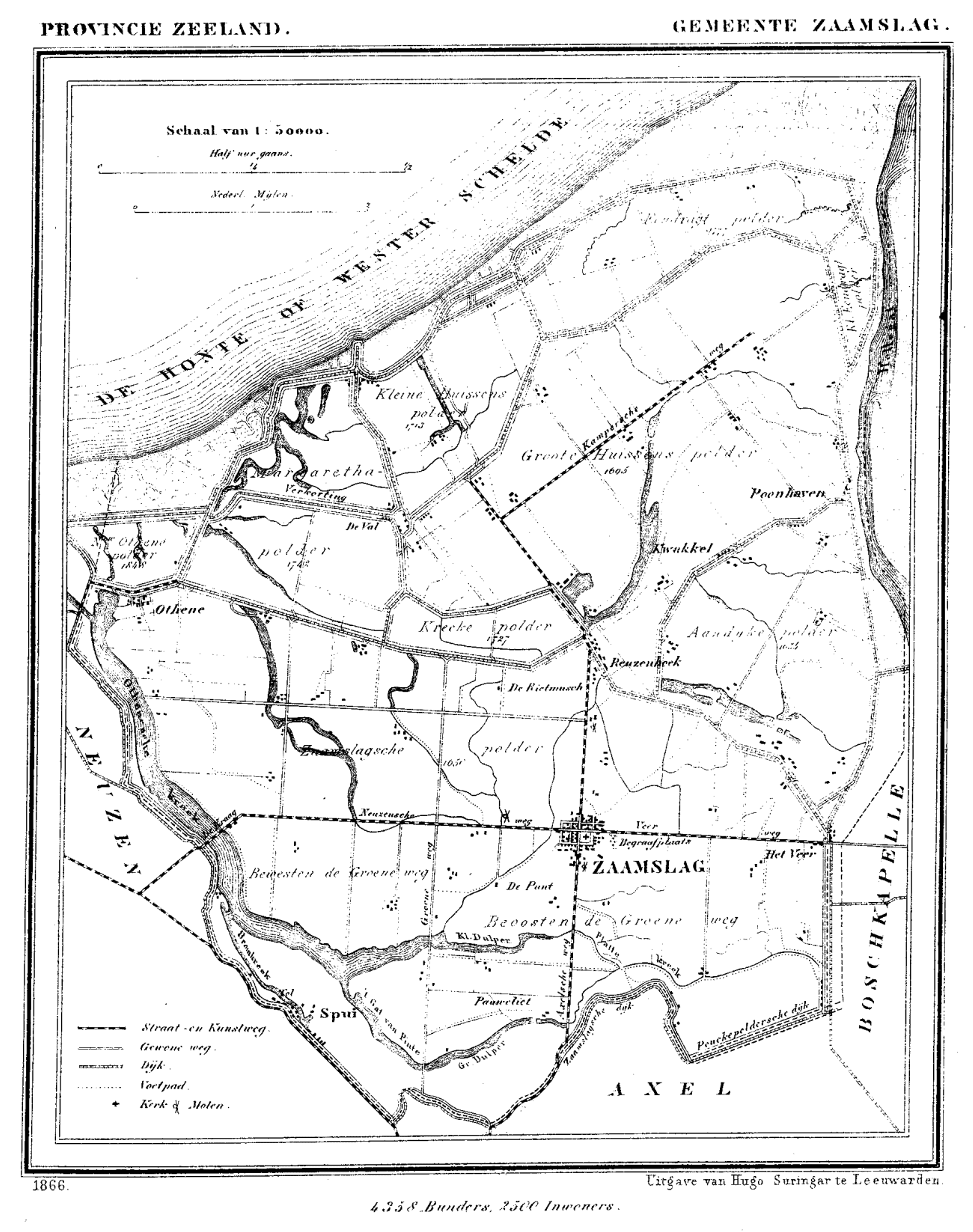
Het kruiswegdorp Zaamslag in de 19de eeuw

Veel kruiswegdorpen zijn te vinden in Zeeland. Schoondijke en Zaamslag zijn er voorbeelden van. Ook Middenbeemster in Noord-Holland is een typisch kruiswegdorp.